# پتی اشنیدر
پتی اشنیدر (به انگلیسی: Patty Schnyder) (متولد ۱۴ دسامبر ۱۹۷۸ (میلادی) در بازل)، یک تنیسور زن حرفه‌ای است. او از اواسط دههٔ ۱۹۹۰ مشغول به بازی در تور دبلیوتی‌ای بوده‌است و در گذشته رتبهٔ ۷ جهانی را در اختیار داشت. او به پیروزی‌های قابل توجهی در برابر رتبه‌های یک جهانی دست یافته‌است.
در طی حرفهٔ طولانی‌اش، وی چهار بار به یک‌چهارم نهایی مسابقات گرند اسلم و نیز یک نیمه‌نهایی رسیده است. او ده عنوان تک‌نفره دبلیوتی‌ای و ۴ عنوان دونفرهٔ دبلیوتی‌ای را از آن خود کرده‌است و جوایز نقدی حرفهٔ او، رقمی بیش از ۷٬۸۰۰٬۰۰۰ دلار است.